# پیز میتگل
پیز میتگل (به لاتین: Piz Mitgel) یک کوه در سوئیس است که در کانتون گراوبوندن واقع شده‌است. پیز میتگل ۳٬۱۵۹ متر بالاتر از سطح دریا واقع شده‌است.